# La Banyista de Valpinçon
La Banyista de Valpinçon, també anomenat La Banyista, (francès: La baigneuse o Baigneuse Valpinçon) és una pintura de Jean Auguste Dominique Ingres de l'any 1808. És considerada una de les primeres obres mestres del pintor. «Valpinçon» es refereix a un anterior propietari de l'obra, Paul Valpinçon. Des del 1879 forma part de la col·lecció del Louvre.
Ingres va trobar la inspiració més important de La Banyista de Valpinçon a la Villa Farnesina de Roma, on Rafael, a qui admirava molt, havia pintat la lògia amb frescos. Una de les tres Càrites s'assembla a la banyista d'Ingres. Una pintura de Van Loo, Dona jove anant al llit, i obres de manieristes com a Bronzino també li van servir d'exemple.
En els anys que van seguir la publicació de l'obra, La Banyista de Valpinçon va passar gairebé desapercebuda. Les crítiques positives només van aparèixer durant l'Exposició Universal de París, on la pintura va ser exposada al Palais des Beaux-Arts.
Ingres va anar tornant a la Banyista de Valpinçon. Forma l'arquetip dels seus nus posteriors. A algunes pintures cita l'obra literalment, com El Bany Turc, de l'any 1862.